# ユビキタス (競走馬)
ユビキタス（欧字名:Ubiquitous、2005年3月19日 - 2022年12月5日）は、日本の競走馬。主な勝ち鞍に2008年のユニコーンステークス。

## 経歴

### 競走馬時代
日本中央競馬会 (JRA) に競走馬登録され、3歳の1月に京都競馬場でデビュー。2戦目は降雪による順延の影響も無く、前々日の古馬条件戦を凌ぐ時計にて初勝利を記録。続く3戦目も馬場の渋化をものともせず連勝を果たす。
伏竜ステークス3着を挟み、端午ステークスでは後のGI馬サクセスブロッケンの前に後塵を喫するも昇竜ステークスに於いては単勝1倍台という圧倒的人気に応え勝利をものにする。更に6月のユニコーンステークスに出走、ここでも1番人気に応え7馬身差の圧勝で重賞タイトルを獲得した。
夏を休養に充て、秋初戦はペルセウスステークスから始動。春シーズンの実績からここでも人気を集めるがバンブーエールの2着に敗れる。続く武蔵野ステークスでも1番人気に支持されるがキクノサリーレ、サンライズバッカスに差され3着に敗れた。その後、ギャラクシーステークスに出走、1番人気に支持されたが、見せ場なく12着と大敗した。
4歳初戦は1月の名鉄杯。1番人気に支持され、逃げるも直線で失速、8着に敗れた。その後、喘鳴症の手術を受け、5月の欅ステークスで復帰。スタートから先行し、直線でダイショウジェットにかわされたものの、2着に粘った。3ヶ月の休養後、9月のBSN賞に出走。好位からレースを進めたが直線で伸び切れず8着に終わった。
2009年10月9日付でJRA競走馬登録を抹消。公営・船橋競馬に移籍して12月9日の総の国オープンに出走するも最下位12着に敗れ、同月中に地方競馬での競走馬登録も抹消され、競走馬を引退した。

### 引退後
引退後は茨城県牛久市のホースガーデンで乗馬となり、2010年12月より引退名馬繋養展示事業の助成対象となる。東日本大震災に被災した後の2011年10月に福島県南相馬市の南相馬市ふれあい牧場へ移動し、繋養され、相馬野馬追でも活躍した。
2022年12月5日に死亡。17歳没。

## エピソード
JRA在籍時の鈴木伸尋調教師にとっては、生後すぐの頃に見て気に入り、オーナーに購入をお願いして重賞を勝つことができた本馬はとても思い入れの深い馬となった。2018年11月、テレビ朝日『ソノサキ～知りたい見たいを大追跡！～』の企画で、引退後に福島で繋養されている本馬とおよそ10年ぶりに再会する姿が放送された。久しぶりに跨がると「あれ？こいつ覚えていてくれたのでは？」と感じたという。

## 競走成績
| 競走日 | 競走日 | 競馬場 | 競走名        | 格     | 頭 数 | 枠 番 | 馬 番 | オッズ （人気） | オッズ （人気） | 着順 | 騎手       | 斤量 [kg] | 距離（馬場）  | タイム （上り3F） | 時計 差 | 1着馬（2着馬）         |
| ------ | ------ | ------ | ------------- | ------ | ----- | ----- | ----- | --------------- | --------------- | ---- | ---------- | --------- | ------------- | ----------------- | ------- | ---------------------- |
| 2008.  | 01.26  | 京都   | 3歳新馬       |        | 16    | 7     | 13    | 04.4            | （2人）         | 02着 | 武豊       | 56        | ダ1800m（稍） | 1:56.0 (39.3)     | -0.3    | ダノンシーガルズ       |
|        | 02.11  | 東京   | 3歳未勝利     |        | 14    | 3     | 5     | 01.3            | （1人）         | 01着 | 後藤浩輝   | 56        | ダ1800m（不） | 1:37.0 (36.9)     | -1.2    | （セピアエスプレッソ） |
|        | 03.15  | 中山   | 3歳500万下    |        | 16    | 2     | 4     | 02.0            | （1人）         | 01着 | 後藤浩輝   | 56        | ダ1800m（重） | 1:51.3 (37.8)     | -0.0    | （シュリクン）         |
|        | 04.06  | 中山   | 伏竜S         | OP     | 11    | 2     | 2     | 03.5            | （1人）         | 03着 | 後藤浩輝   | 56        | ダ1800m（良） | 1:53.3 (37.9)     | -0.3    | ナンヨーリバー         |
|        | 05.03  | 京都   | 端午S         | OP     | 15    | 5     | 9     | 07.3            | （2人）         | 02着 | 安藤勝己   | 56        | ダ1800m（良） | 1:52.1 (38.5)     | -0.9    | サクセスブロッケン     |
|        | 05.24  | 中京   | 昇竜S         | OP     | 12    | 2     | 2     | 01.8            | （1人）         | 01着 | 安藤勝己   | 56        | ダ1700m（稍） | 1:44.5 (36.8)     | -0.3    | （クリールパッション） |
|        | 06.07  | 東京   | ユニコーンS   | JpnIII | 16    | 3     | 6     | 02.4            | （1人）         | 01着 | 安藤勝己   | 56        | ダ1600m（良） | 1:35.1 (36.1)     | -1.1    | （シルクビッグタイム） |
|        | 10.11  | 東京   | ペルセウスS   | OP     | 16    | 7     | 13    | 01.4            | （1人）         | 02着 | 安藤勝己   | 55        | ダ1400m（良） | 1:23.1 (36.2)     | -0.4    | バンブーエール         |
|        | 11.08  | 東京   | 武蔵野S       | GIII   | 16    | 6     | 11    | 01.6            | （1人）         | 03着 | 安藤勝己   | 56        | ダ1600m（良） | 1:36.2 (36.8)     | -0.2    | キクノサリーレ         |
|        | 12.28  | 阪神   | ギャラクシーS | OP     | 16    | 1     | 1     | 01.6            | （1人）         | 12着 | 藤岡佑介   | 56        | ダ1400m（良） | 1:24.9 (39.2)     | -1.2    | オフィサー             |
| 2009.  | 01.11  | 中京   | 名鉄杯        | OP     | 16    | 8     | 15    | 03.2            | （1人）         | 08着 | 赤木高太郎 | 56        | ダ1700m（良） | 1:45.2 (37.9)     | -0.8    | ニシノナースコール     |
|        | 05.30  | 東京   | 欅S           | OP     | 16    | 7     | 14    | 06.1            | （2人）         | 02着 | 横山典弘   | 57        | ダ1400m（不） | 1:22.6 (34.9)     | -0.5    | ダイショウジェット     |
|        | 09.05  | 新潟   | BSN賞         | OP     | 15    | 4     | 7     | 04.3            | （3人）         | 08着 | 後藤浩輝   | 55        | ダ1200m（良） | 1:11.8 (36.8)     | -1.0    | クィーンオブキネマ     |
|        | 12.09  | 船橋   | 総の国OP      |        | 12    | 1     | 1     | 02.9            | （2人）         | 12着 | 幸英明     | 57        | ダ1600m（稍） | 1:46.2 (45.1)     | -5.3    | ルクレルク             |

## 血統表
| ユビキタスの血統（ミスタープロスペクター系 / Mr. Prospector 3×4=18.75%） | ユビキタスの血統（ミスタープロスペクター系 / Mr. Prospector 3×4=18.75%） | ユビキタスの血統（ミスタープロスペクター系 / Mr. Prospector 3×4=18.75%） | （血統表の出典）         | （血統表の出典） |
| 父 *アグネスデジタル Agnes Digital 1997 栗毛                             | 父の父Crafty Prospector 1979 栗毛                                        | Mr. Prospector                                                           | Raise a Native           | Raise a Native   |
| 父 *アグネスデジタル Agnes Digital 1997 栗毛                             | 父の父Crafty Prospector 1979 栗毛                                        | Mr. Prospector                                                           | Gold Digger              |                  |
| 父 *アグネスデジタル Agnes Digital 1997 栗毛                             | 父の父Crafty Prospector 1979 栗毛                                        | Real Crafty Lady                                                         | In Reality               | In Reality       |
| 父 *アグネスデジタル Agnes Digital 1997 栗毛                             | 父の父Crafty Prospector 1979 栗毛                                        | Real Crafty Lady                                                         | Princess Roycraft        |                  |
| 父 *アグネスデジタル Agnes Digital 1997 栗毛                             | 父の母Chancey Squaw 1991 鹿毛                                            | Chief's Crown                                                            | Danzig                   | Danzig           |
| 父 *アグネスデジタル Agnes Digital 1997 栗毛                             | 父の母Chancey Squaw 1991 鹿毛                                            | Chief's Crown                                                            | Six Crowns               |                  |
| 父 *アグネスデジタル Agnes Digital 1997 栗毛                             | 父の母Chancey Squaw 1991 鹿毛                                            | Allicance                                                                | Alleged                  | Alleged          |
| 父 *アグネスデジタル Agnes Digital 1997 栗毛                             | 父の母Chancey Squaw 1991 鹿毛                                            | Allicance                                                                | Runaway Bride            |                  |
| 母 パローニアクレスト 1994 鹿毛                                          | 母の父*キンググローリアス King Glorious 1986 黒鹿毛                      | Naevus                                                                   | Mr. Prospector           | Mr. Prospector   |
| 母 パローニアクレスト 1994 鹿毛                                          | 母の父*キンググローリアス King Glorious 1986 黒鹿毛                      | Naevus                                                                   | Mudville                 |                  |
| 母 パローニアクレスト 1994 鹿毛                                          | 母の父*キンググローリアス King Glorious 1986 黒鹿毛                      | Glorious Natalie                                                         | Reflected Glory          | Reflected Glory  |
| 母 パローニアクレスト 1994 鹿毛                                          | 母の父*キンググローリアス King Glorious 1986 黒鹿毛                      | Glorious Natalie                                                         | Blue Eyed Blonde         |                  |
| 母 パローニアクレスト 1994 鹿毛                                          | 母の母ハッピーガーランド 1984 鹿毛                                       | *フリートウイング Fleet Wing                                             | Fleet Nasrullah          | Fleet Nasrullah  |
| 母 パローニアクレスト 1994 鹿毛                                          | 母の母ハッピーガーランド 1984 鹿毛                                       | *フリートウイング Fleet Wing                                             | Akimbo                   |                  |
| 母 パローニアクレスト 1994 鹿毛                                          | 母の母ハッピーガーランド 1984 鹿毛                                       | シングルワン                                                             | *ヴィエナ                | *ヴィエナ        |
| 母 パローニアクレスト 1994 鹿毛                                          | 母の母ハッピーガーランド 1984 鹿毛                                       | シングルワン                                                             | レスリーカリム F.No.16-g |                  |

- 祖母の全兄に安田記念を制したハッピープログレスがいる。